# Comuna Bilîn, Volodîmîr-Volînskîi
Bilîn (în ucraineană Білин) este o comună în raionul Volodîmîr-Volînskîi, regiunea Volînia, Ucraina, formată din satele Bilîn (reședința), Liskî, Ohnivka și Pîsareva Volea.

## Demografie
Componența lingvistică a satului Bilîn
     Ucraineană (99,03%)
     Alte limbi (0,97%)
Conform recensământului din 2001, majoritatea populației satului Bilîn era vorbitoare de ucraineană (99,03%), existând în minoritate și vorbitori de alte limbi.